# Тінто де верано (коктейль)
Тінто де верано (ісп. Tinto de verano, «червоне вино літа») — холодний винний напій, схожий до сангрії. Популярний в Іспанії.
Напій є простішим від сангрії, зазвичай його готують з 1 частки столового червоного вина та 1 частки газованого напою (ісп. gaseosa); для ролі останнього надають перевагу газованому лимонадові з помірним смаком та низьким вмістом цукру. Пропорції можна змінювати відповідно до смаку. Традиційну ґасеоса можна зімітувати шляхом змішування спрайту чи 7-Up з газованою водою.
Деколи до напою додають ром. В такому разі коктейль подають з льодом, часом зі скибкою лимону.
Як і йдеться у назві, тінто де верано здебільшого подають влітку. Він буває як і домашнього приготування, так і готовим пляшковим напоєм. В регіоні Коста дель Соль та інших південних регіонах Іспанії тінто де верано є поширеним серед місцевого населення, оскільки його просто приготувати самотужки. Сангрію вважають більш комерційним та «туристичним» варіантом, оскільки вона вимагає більше часу на приготування і її продають в ресторанах за більш високу ціну, в той час, як тінто де верано є популярним на вечірках, фестивалях та дайв-барах, де напої споживають у великих об'ємах й за більш доступними цінами.
Серед інших варіацій є поєднання:
- червоного вина з лимонною або апельсиновою водою
- рожевого вина з лимонною або апельсиновою газованою водою

Суміш червоного вина з колою відома під назвою калімочо.